# Nusa eos
Nusa eos là một loài ruồi trong họ Asilidae. Nusa eos được Londt miêu tả năm 2006. Loài này phân bố ở vùng nhiệt đới châu Phi.